# Cathérine Jacques
Cathérine Jacques (Merksem, 28 de septiembre de 1979) es una deportista belga que compitió en judo. Ganó una medalla de bronce en el Campeonato Mundial de Judo de 2005 y cuatro medallas de bronce en el Campeonato Europeo de Judo entre los años 2003 y 2009.

## Palmarés internacional
| Campeonato Mundial | Campeonato Mundial      | Campeonato Mundial | Campeonato Mundial |
| Año                | Lugar                   | Medalla            | Categoría          |
| ------------------ | ----------------------- | ------------------ | ------------------ |
| 2005               | El Cairo (Egipto)       | Medalla de bronce  | –70 kg             |
| Campeonato Europeo |                         |                    |                    |
| Año                | Lugar                   | Medalla            | Categoría          |
| 2003               | Düsseldorf (Alemania)   | Medalla de bronce  | –70 kg             |
| 2005               | Róterdam (Países Bajos) | Medalla de bronce  | –70 kg             |
| 2006               | Tampere (Finlandia)     | Medalla de bronce  | –70 kg             |
| 2009               | Tiflis (Georgia)        | Medalla de bronce  | –70 kg             |